# モンスター (2003年の映画)
『モンスター』（Monster）は、2003年のアメリカ合衆国の犯罪伝記映画。パティ・ジェンキンス監督・脚本。シャーリーズ・セロン主演。実在した元娼婦の連続殺人犯、アイリーン・ウォーノスの生涯を映画化した。
それまでステレオタイプな美人女性役が多かったセロンの演技は好評を博し、アカデミー主演女優賞、第54回ベルリン国際映画祭銀熊賞、ゴールデングローブ賞 主演女優賞（ドラマ部門） などを受賞した。

## ストーリー
娼婦のアイリーン（シャーリーズ・セロン）は、バーで同性愛者のセルビー（クリスティーナ・リッチ）と出会う。セルビーは彼女のことが好きになり、やがて彼女たちは愛し合うようになる。二人で一夜を過ごす為のホテル代を稼ぐ為にアイリーンは客をとるが、客から暴行を受けたことで、逆に殺してしまう。その後、二人の生活のためにアイリーンは合法的な収入源を得ようとするが、彼女の気性のせいもあり、そのうえ、職業訓練を受けておらず世間的な常識もない彼女が職に就くのは難しいことだった。金銭的に窮し、社会に受け入れられないことに絶望した彼女は売春に戻ることにするが、そこでまた衝動的に殺人を犯してしまうのであった。

## キャスト
※括弧内は日本語吹替
- アイリーン・ウォーノス: シャーリーズ・セロン（高乃麗）
- セルビー・ウォール: クリスティーナ・リッチ（小林沙苗）
- トーマス: ブルース・ダーン（西田健）
- ドナ: アニー・コーリー（英語版）（塩田朋子）
- ヴィンセント・コーリー: リー・ターゲセン（手塚秀彰）
- ウィル: マーク・マコーレー（英語版）（田原アルノ）
- ジーン: プルイット・テイラー・ヴィンス（桜井敏治）
- エヴァン: マルコ・セント・ジョン（英語版）（稲葉実）
- ホートン: スコット・ウィルソン（西村知道）
- チャールズ: ブレット・ライス（英語版）（星野充昭）